# Секунд, Карпофор, Викторин и Севериан
Секунд, Карпофор, Викторин и Севериан — святые мученики Альбанские. День памяти — 8 августа.
Из восьми святых, носящих имя Севериан, единственным римлянином был тот, кого поминают 8 августа вместе со святыми Секундом, Карпофором и Викторином. Самое старое упоминание, касающееся этой группы мучеников, имеется в Depositio martyrum. В тот же день они также упоминаются в мартирологе Иеронима, где и уточняется, что их гробница находится на пятнадцатой миле Аппиевой дороги на кладбище, идентифицированном археологами как кладбище святого Сенатора. Речь идет о катакомбах Альбано-Лацио, (Рим), где вместе с телами святых Сенатора и Перпетуи почивают тела многочисленных мучеников, но без каких-либо дополнительных известий кроме как об их именах. В этом месте имеется повреждённая фреска V века, на которой изображены четыре мученика Севериан, Секунд, Карпофор и Викторин около Спасителя.
Для них нет Пассии, поэтому невозможно уточнить, кем они были и когда были убиты. На протяжении веков их путали с другой группой мучеников, называемых четырьмя увенчанными, но они пострадали в Паннонии и имели другие имена.
Римский мартиролог: Ad Albano al quindicesimo miglio della via Appia, santi Secondo, Carpóforo, Vittorino e Severiano, martiri.